# Scoparia contemptalis
Scoparia contemptalis là một loài bướm đêm trong họ Crambidae.